# Kaulsdorfer Seen

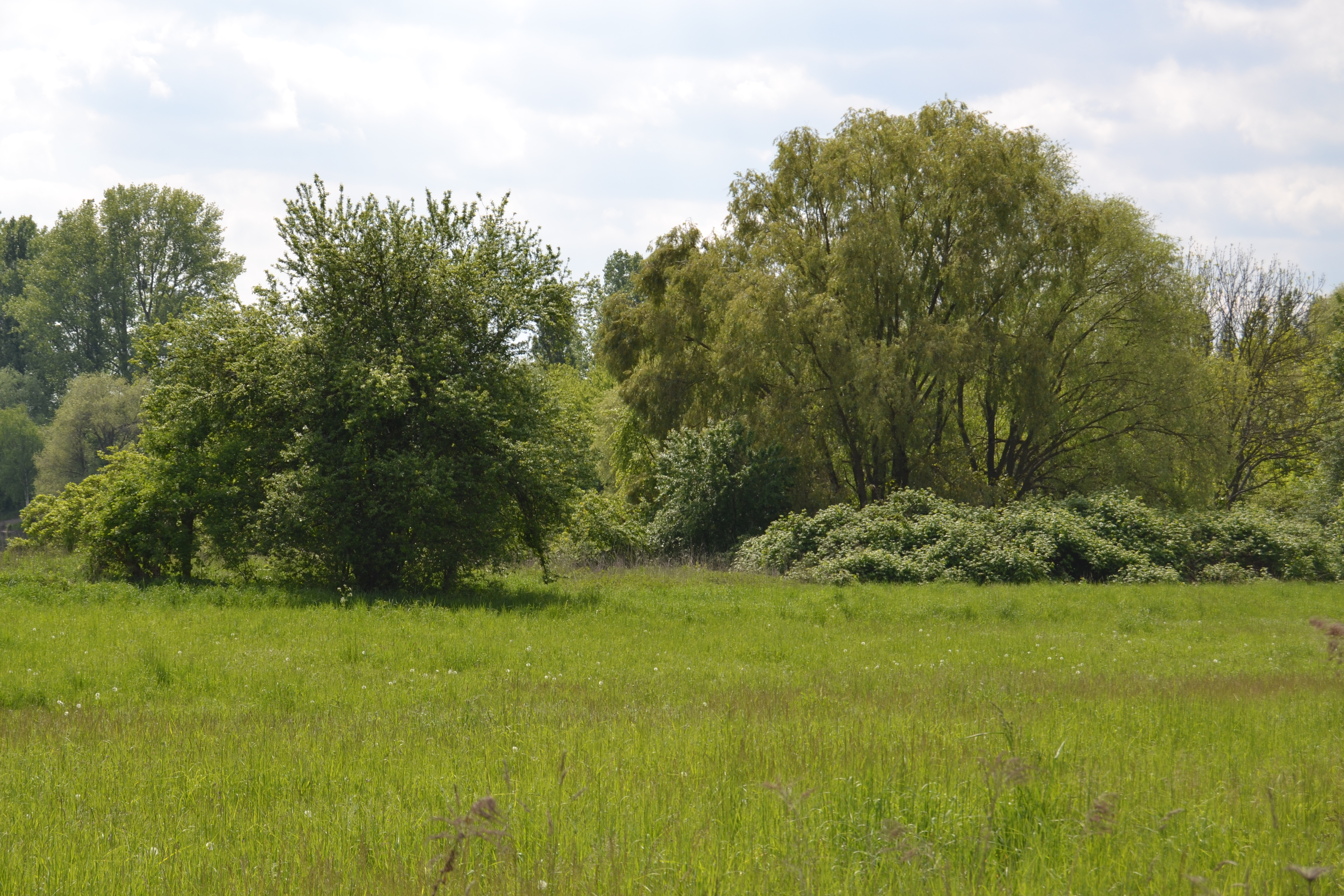
LSG Kaulsdorfer Seen

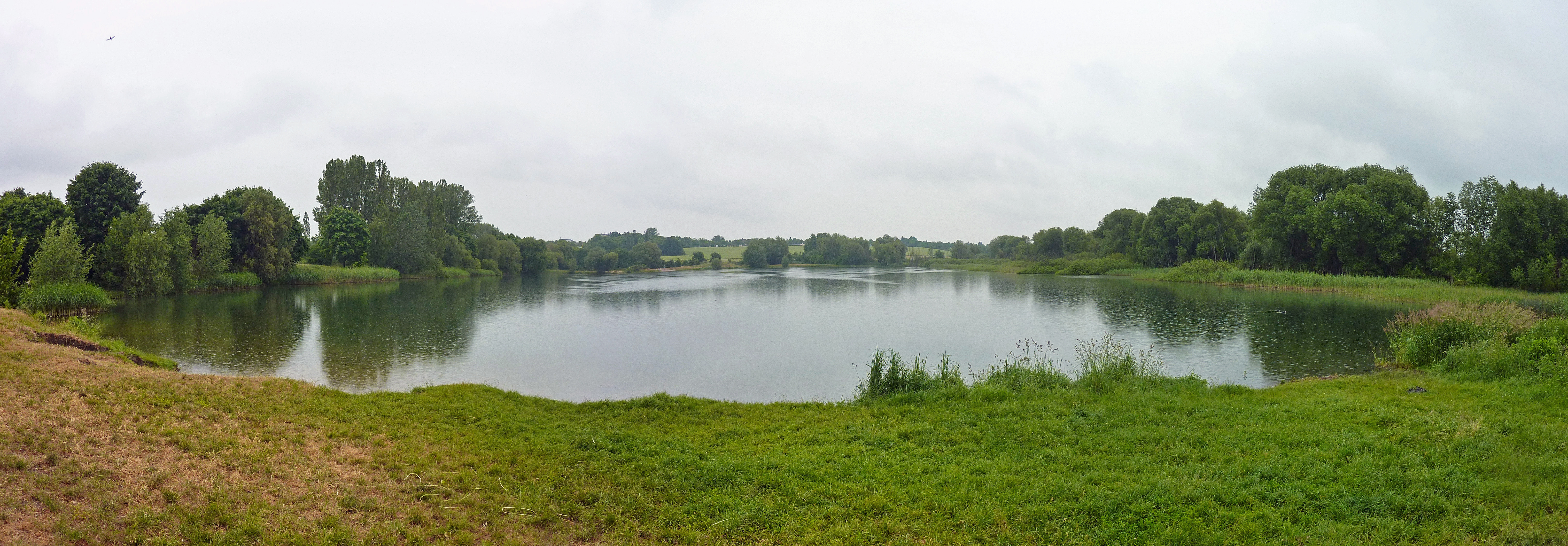
Butzer See

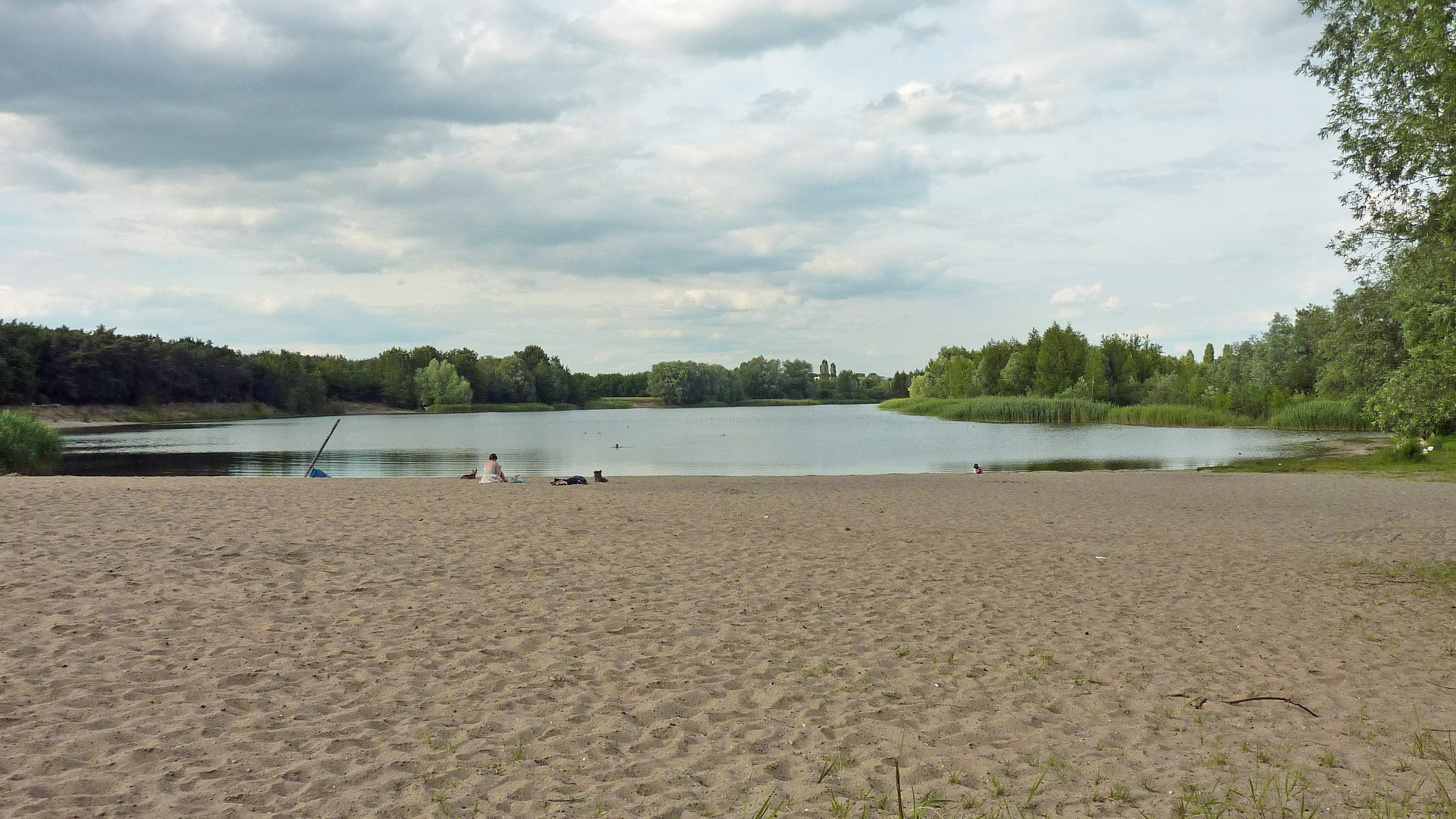
Habermannsee

Die Kaulsdorfer Seen sind ein 93,7 Hektar großes Landschaftsschutzgebiet (LSG 41) in der Ortslage Kaulsdorf-Süd des Berliner Bezirks Marzahn-Hellersdorf.
Zum LSG gehören der Butzer See, der Habermannsee sowie der Kaulsdorfer Busch, ein abgezäuntes Waldgebiet im Wasserschutzgebiet des Wasserwerks Kaulsdorf. Die Grenzen des LSG verlaufen wie folgt: Straße Am Niederfeld im Norden, Kressenweg im Osten, Mannheimer, Grenz- und Eschenstraße im Süden sowie Kleingartenanlage Kaulsdorfer Busch und Lassaner Straße im Westen.

## Landschaft
Das Gebiet rund um die Kaulsdorfer Seen weist eine vielfältige Vegetation auf, die Wald, Weiden und entsprechendes Gebüsch, Wiesen sowie mit Schilfröhricht bewachsene Ufer umfasst. In den genannten Seen sind insbesondere Aale, Hechte und Plötzen heimisch.
Nördlich der Kaulsdorfer Seen liegt der Berliner Balkon, der den Übergang zwischen zwei eiszeitlich entstandenen Naturräumen bildet: dem Berliner Urstromtal im Süden und der Barnimer Platte im Norden.

## Entstehung und Nutzung
In den 1930er Jahren entstanden der Butzer See und der Habermannsee durch die damalige Sand- und Kiesgewinnung, wobei sich die Seen mit nachfließendem Grundwasser füllten.
Das Gebiet der Kaulsdorfer Seen wird vom 1916 errichteten Wasserwerk Kaulsdorf, das sich westlich des Habermannsees befindet, zur Grundwasserförderung genutzt. Ein schmaler bewachsener Sandrücken trennt bei niedrigem Grundwasser den Habermannsee in einen östlichen und westlichen Teil. Letzterer wird teilweise als eigenständiger See betrachtet und oft als Kiessee bezeichnet. Das Waldgebiet des Kaulsdorfer Buschs, das mit Pappeln, Kiefern und Fichten bestanden ist, wird forstwirtschaftlich genutzt.

## Gefahren
Obwohl der Butzer und der Habermannsee als Trinkwasserschutzgebiet ausgewiesen sind, dienen sie in den Sommermonaten als illegale Bademöglichkeiten, eine Kontrolle des Badeverbotes findet kaum statt. Die durch Fehlnutzung verursachten Schäden der Flora und Fauna sind erheblich. Der durch die Badegäste zurückgelassene Müll gefährdet zusätzlich über das Grundwasser die Trinkwasserqualität.

## Sport
Zweimal im Jahr findet der Crosslauf Rund um die Kaulsdorfer Seen statt. Westlich des Butzer Sees hat die SG Stern Kaulsdorf ihr Sportgelände.